# Basilika Mariä Himmelfahrt (Budslau)

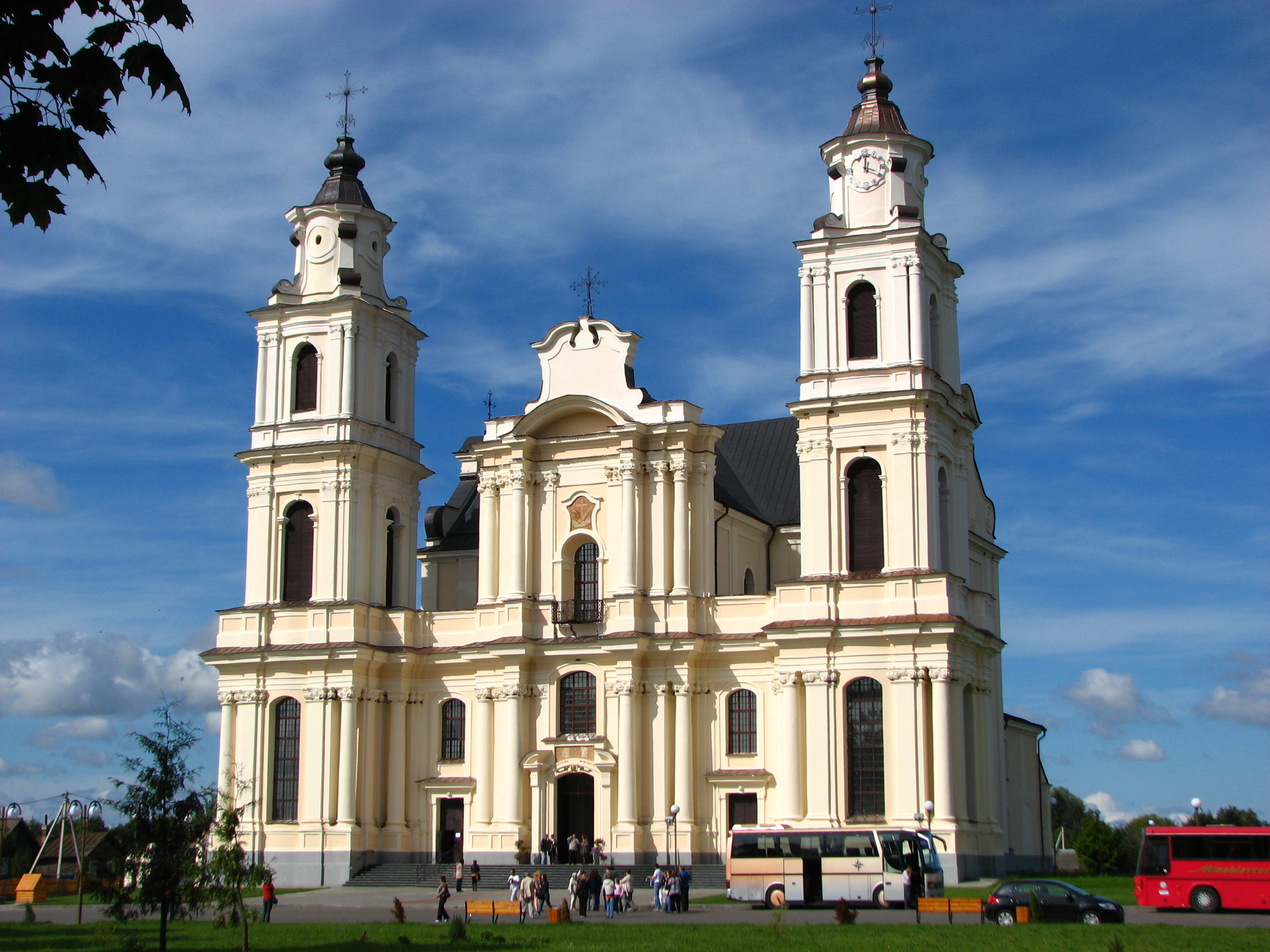
Fassade der Basilika

Die Basilika Mariä Himmelfahrt (belarussisch Касцёл Унебаўзяцця Найсвяцейшай Дзевы Марыі) ist eine ehemalige Klosterkirche, heute eine römisch-katholische Pfarrkirche mit der Stellung eines Nationalheiligtums und dem Titel einer Basilica minor.
Sie steht im Dorf Budslau, gelegen im Rajon Mjadsel im Norden der Minskaja Woblasz, Belarus. Die Kirche ist ein Denkmal der Architektur des späten Barock. Sie beherbergt eine bedeutende Marienikone – eines der am meisten verehrten katholischen Bilder. Im Jahr 1996 erklärte Papst Johannes Paul II. diese Ikone zur Schutzpatronin von Belarus. 2018 wurde die Feier zu Ehren der Budslaŭ-Ikone der Gottesmutter (Budslaŭ-Fest) durch die UNESCO zum immateriellen Kulturerbe erklärt.

## Geschichte

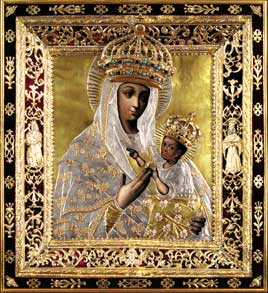
Marienikone von Budslau

Zum ersten Mal wurde eine Kirche am Ort 1504 urkundlich erwähnt, als der Großfürst Alexander Bernhardinerbrüdern aus Vilnius 6000 Morgen Wald im Minsker Bezirk gewährte. Es lebten zwei bis vier Mönche in den Gebäuden, zu denen auch eine Kapelle gehörte.
Im Jahr 1591 wurde eine hölzerne Kirche der Heimsuchung gebaut, in der sich die wundertätige Ikone der Muttergottes befand, die letzte wurde 1598 von Jan Pats aus Rom als ein Geschenk von Papst Clemens VIII. gebracht und 1613 an die Kirche übergeben. Das Leinwandgemälde hat eine Größe von 72 × 65 cm. Im Jahr 1643 wurde eine neue Backsteinkirche gebaut, 1750 wurde eine Wohnsiedlung errichtet.
Der Bau der heutigen Kirche wurde am 29. Juni 1767 begonnen; einige Wände der Kapelle des 17. Jahrhunderts wurden bei dem Bau verwendet. Im Jahr 1783 wurde die Kirche der Gottesmutter gewidmet. In der zweiten Hälfte des 18. Jahrhunderts wurden der Kirche verschiedene Räume hinzugefügt. Seit 1756 lehrte eine Musikschule im Kloster und in den Jahren 1793 bis 1842 eine zweijährige Schule, daneben wurde ein Krankenhaus betrieben. In den Jahren 1731 bis 1797 wurde Moraltheologie und Rhetorik an der theologischen Schule gelehrt, die Anzahl der Mönche schwankte zwischen 4 und 17.
Im Jahr 1852 kam es zu einer Schließung der Kirche, einige Mönche des Klosters nahmen am Januaraufstand von 1863/64 teil.
Das Pfarrhaus aus dem 19. Jahrhundert in der Nähe der Kirche ist erhalten.
Im Jahr 1993 verlieh Papst Johannes Paul II. der Kirche den Rang einer Basilica minor.
Am Morgen des 11. Mai 2021 brach im Dachstuhl der Kirche ein Brand aus, worauf das Dach einstürzte und die Kirche erheblich zerstört wurde. Teile der Ausstattung, wie liturgische Hilfsmittel, Ikonen, Bücher und andere tragbare Dinge, inklusive der verehrten Budslaŭ-Ikone, konnten gerettet werden. Die Feuerwehrleute benötigten mehr als vier Stunden, um den Brand zu löschen.

## Architektur

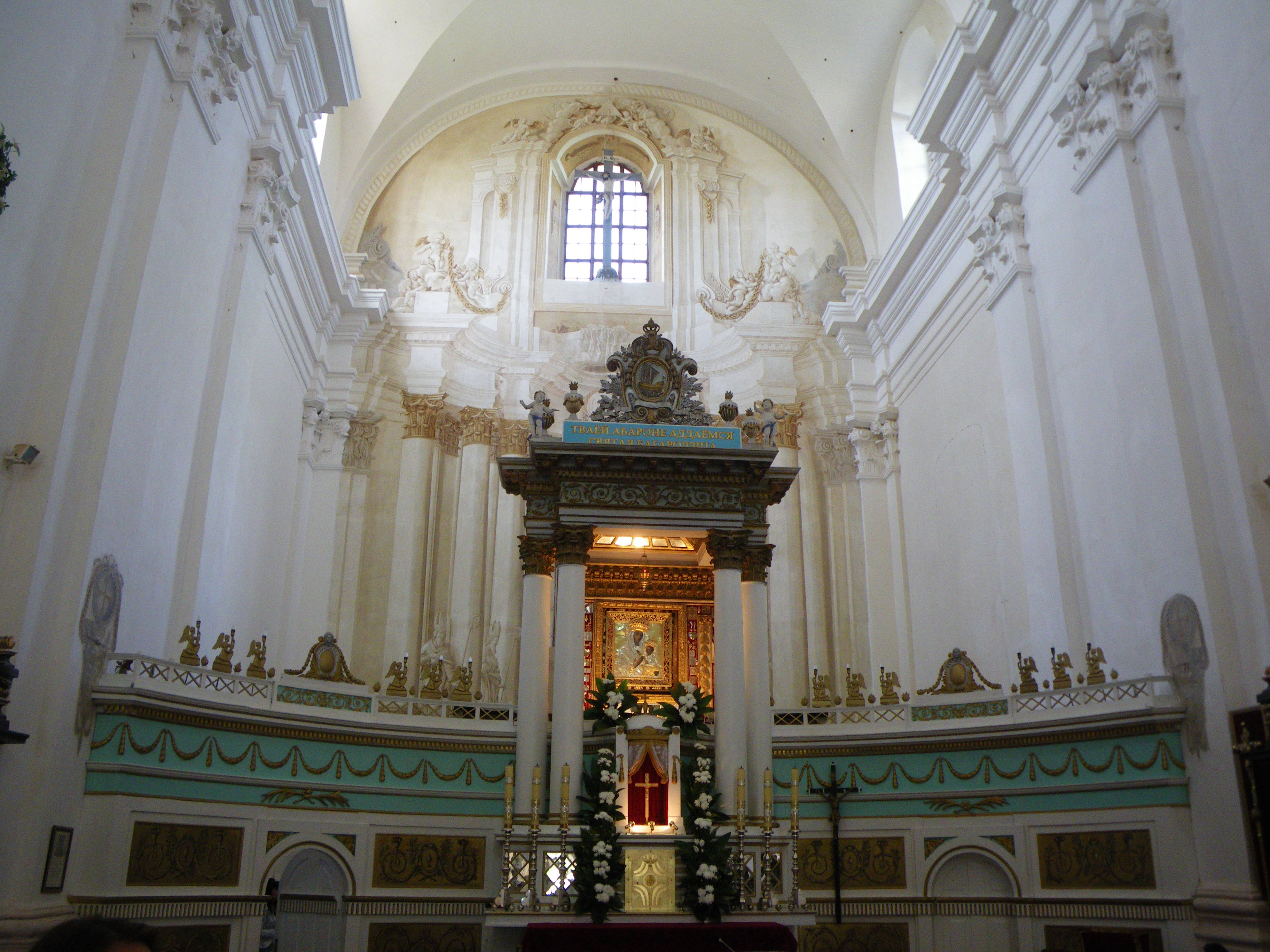
Altarraum

Die barocke Kirche ist eine dreischiffige Basilika mit zwei Kirchtürmen. Diese Zweiturmfassade ist stark mit Pilastern und Säulen geschmückt. Der Altarraum nach dem Querschiff besitzt keine Apsis. Die Kirchenschiffe sind mit Tonnengewölben überspannt, die in die Vierungskuppel übergehen.
In der Kapelle der hl. Barbara befindet sich der geschnitzte hölzerne Altar der Verkündigung der Jungfrau Maria (um 1643) – eines der herausragendsten frühbarocken Denkmäler in Belarus. Die Rückseiten des Altars bilden eine korinthische Kolonnade, die als Kulisse für 20 Skulpturen dient. Die ausgezeichneten Fresken der Kirche blieben bis in die heutige Zeit ohne Änderungen erhalten.